# Herb La Massany
Herb La Massany, parafii Andory, przedstawia na tarczy francuskiej obrzeżonej czerwono, dwudzielnej w słup, w polu prawym złotym trzy pionowe błękitne faliste pasy. Pole lewe jest szachowane złoto czerwono na 15 pól. Pośrodku tarczy jest zielone drzewo sosny. Tarcza okolona jest gałęziami dębowymi.
Herb przyjęty został w 1976 roku. Trzy faliste pasy to rzeki Riu d’Arinsal, Riu Montaner i Riu de Pal. Szachownica  nawiązuje do herbu comarca Alto Urgell (Katalonia).